# Fabian van Olphen
Fabian van Olphen (* 30. März 1981 in Den Haag) ist ein ehemaliger niederländischer Handballspieler.
Van Olphen, der für den TBV Lemgo spielte und für die niederländische Männer-Handballnationalmannschaft auflief, wurde meist im linken Rückraum eingesetzt, seine Stärken lagen aber vor allem in der Abwehr.
Fabian van Olphen stammt aus einer handballbegeisterten Familie. Seine beiden älteren Brüder sowie seine Mutter waren Nationalspieler, sein Vater spielte in der 1. niederländischen Liga.
Van Olphen debütierte für Van der Voort/Quintus aus Kwintsheul, einem Ort in der Den Haager Umgebung, in der ersten niederländischen Liga. In der Saison 2001 wurde er zum niederländischen Spieler des Jahres gewählt und wechselte daraufhin – als jüngster niederländischer Spieler überhaupt – ins Ausland, zum TV Emsdetten in die 2. Handball-Bundesliga. Dort fühlte sich van Olphen aber nicht wohl und kehrte nach nur einem Monat in die Niederlande zurück. Erst nach zwei weiteren Jahren fühlte er sich reif für den Schritt ins Ausland und ging im Sommer 2003 zum deutschen Zweitligisten TuS N-Lübbecke. Mit Lübbecke stieg er in der darauf folgenden Saison mit 68:0 Punkten in die erste Handball-Bundesliga auf. Dort machte er vor allem wegen seiner Abwehrstärke auf sich aufmerksam, sodass er 2006 vom SC Magdeburg unter Vertrag genommen wurde. Mit den Elbestädtern gewann er 2007 den EHF-Pokal und 2016 den DHB-Pokal. Für die Saison 2007/08 wurde Van Olphen zum Kapitän seines Teams gewählt. Ab der Saison 2017/18 stand er beim TBV Lemgo unter Vertrag. Im Januar 2020 gab er sein Karriereende aufgrund eines Kreuzbandrisses bekannt. Seit September 2023 spielt er in der Mitteldeutschen Oberliga für den HC Aschersleben. Eingesetzt wird er überwiegend in der Defensive.